# Bon nombre premier
En arithmétique, un bon nombre premier est un nombre premier dont le carré est supérieur à chaque produit de deux nombres premiers, situés avant et après lui dans la suite des nombres premiers, et dont les indices sont équidistants du sien. Autrement dit : le n-ième nombre premier pn est « bon » si
Exemple : les premiers nombres premiers sont 2, 3, 5, 7 et 11. En ce qui concerne p3 = 5, les deux conditions possibles
{\displaystyle 5^{2}>3\times 7}
{\displaystyle 5^{2}>2\times 11}
sont remplies, 5 est donc un bon premier.
Contre-exemple : en ce qui concerne p4 = 7, on a
{\displaystyle 7^{2}<5\times 11}
donc 7 n'est donc pas un bon nombre premier.
John Selfridge a conjecturé et Carl Pomerance a démontré que l'ensemble des bons nombres premiers est infini. Les dix premiers sont 5, 11, 17, 29, 37, 41, 53, 59, 67 et 71.